# Szerémnyárád
Szerémnyárád (Нерадин) település Szerbiában, a Vajdaságban, a Szerémségi körzetben, Ürög községben.

## Demográfiai változások
| 1948 | 1953 | 1961 | 1971 | 1981 | 1991 | 2002 |
| ---- | ---- | ---- | ---- | ---- | ---- | ---- |
| 1017 | 1017 | 912  | 769  | 704  | 625  | 551  |

## Történelem
A középkorban elsőként Narad in Syrmia néven fordul elő. Határában állt a híres Szent Gergely-forrás, melynek gyógyító erőt tulajdonítottak. A török időkben elnéptelenedett magyar település az újkorban szerb lakókkal népesült be. Mai szerb neve - Neradin - a magyarból való.
A XIX. században birtokosa a karlócai szerb-ortodox pátriárka.